# Cyclarhis nigrirostris
El vireón piquinegro (Cyclarhis nigrirostris), también denominado verderón piquinegro (en Colombia), vireón piconegro (en Ecuador) o alegrín de pico negro, es una especie de ave paseriforme de la familia Vireonidae, una de las dos pertenecientes al género Cyclarhis. Es endémica del noroeste de Sudamérica.

## Descripción
Mide en promedio 15 cm de longitud. El plumaje de sus partes superiores es principalmente de color verde oliva. Presenta frente y listas superciliares de color castaño rufo. Su garganta y pecho son grises con una banda pectoral amarilla, y tiene el vientre de grisáceo a blancuzco. Sus patas son de color gris azulado y el pico negro, a veces con pintas rosadas en la base.

## Distribución y hábitat
Se encuentra únicamente en la canopia y bordes de bosque de las selvas húmedas de las laderas de los Andes de Colombia y el norte de Ecuador, entre los 1200 y 2300 m de altitud, donde es poco común.

## Sistemática

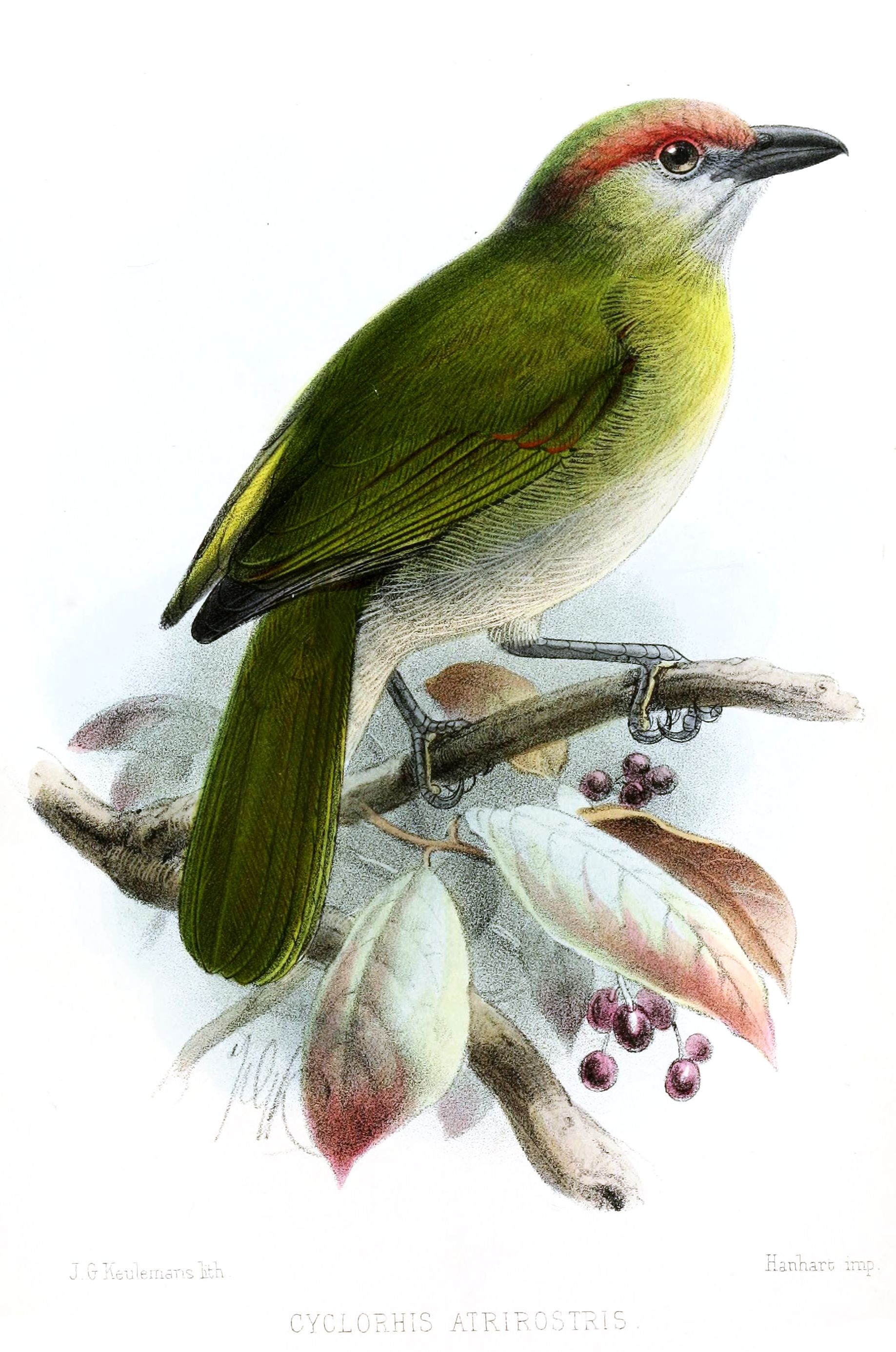
Cyclarhis nigrirostris atrirostris; ilustración de Keulemans para The Ibis, 1887

### Descripción original
La especie C. nigrirostris fue descrita por primera vez por el naturalista francés Frédéric de Lafresnaye en 1842 bajo el nombre científico Cyclaris (sic) nigrirostris; la localidad tipo es: «Bogotá, Colombia».

### Subespecies
Según la clasificación del Congreso Ornitológico Internacional (IOC) (Versión 6.2, 2016) y Clements Checklist v.2015,  se reconocen 2 subespecies, con su correspondiente distribución geográfica:
- Cyclarhis nigrirostris nigrirostris Lafresnaye, 1842 - zonas tropicales y subtropicales altas de Colombia al oeste de los Andes orientales (excluyendo la región de Santa Marta y también Nariño) y de la pendiente oriental en Ecuador (al sur al menos hasta el centro de Napo).
- Cyclarhis nigrirostris atrirostris P.L. Sclater, 1887 - zonas tropicales altas en los Andes occidentales del sur de Colombia (Nariño) y al sur dentro de Ecuador (al sur generalmente hasta Pichincha, pero al menos un avistamiento ha sido reportado tan lejos al sur como El Oro).